# Mercedes-Benz EQS
El Mercedes-Benz EQS es un vehículo eléctrico de batería producido por el fabricante alemán Mercedes-Benz desde 2021. Forma parte de la familia Mercedes-EQ, una gama de automóviles eléctricos que pretendía incluir diez modelos desde 2022. El modelo de producción se presentó el 15 de abril de 2021 y su lanzamiento al mercado se dio en septiembre del mismo año en Alemania. Mercedes-Benz EQS obtuvo el World Luxury Car of The Year en 2022.

## Detalles técnicos

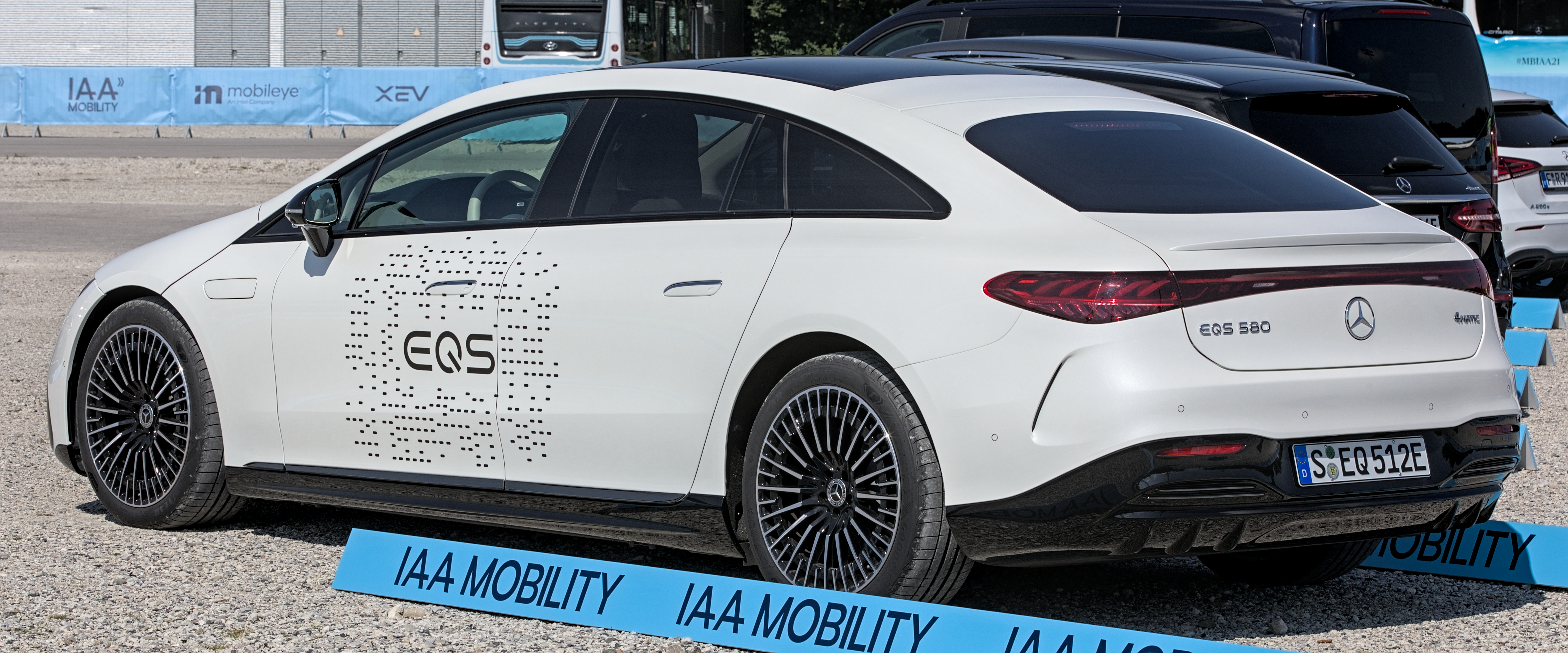
En el Salón del Automóvil de Fráncfort de 2021

El EQS se presentó en el Salón del Automóvil de Fráncfort de 2019 como Mercedes-Benz Vision EQS. Este es el primer modelo EQ que se basa en la plataforma técnica específica de los modelos eléctricos, denominada MEA. El coeficiente aerodinámico del coche es tan bajo como 0.20, lo que lo convierte en el coche más aerodinámico en producción en el momento de su presentación.
Tiene un motor síncrono de imanes permanentes refrigerado por agua de Valeo Siemens en el modelo EQS 450+ y por dos de estos motores en el modelo EQS 580 4MATIC. El par se envía a las ruedas a través de una caja reductora de una sola velocidad. En el modelo monomotor EQS 450+, el motor tiene una potencia nominal de 245 kW (333 CV; 329 HP) y una potencia de frenado de 186 kW (253 CV; 249 HP), lo que permite una desaceleración de 5 m·s −2 . El consumo de energía es de 150 a 160 W·h/km a 130 km/h (81 mph), mientras que el consumo de energía promedio es de 158 W·h/km. Con la celda secundaria de 107,8 kWh (388 MJ), el coche tiene una autonomía de más de 638 km (396 millas). La potencia media de recarga es de 163 kW (222 CV; 219 HP) con un pico de más de 200 kW (272 CV; 268 HP), lo que permite que el coche alcance un estado de carga del 79% en media hora aproximadamente.
El Mercedes-AMG EQS 53 4Matic+ se presentó en el Salón del Automóvil de Múnich en septiembre de 2021 y es el primer automóvil Mercedes-AMG totalmente eléctrico. Tiene dos motores eléctricos que producen 560 kW (761,4 CV; 761,4 CV) de potencia máxima y 1020 N·m (752 lb·pie) de par máximo y sus características de manejo, así como su sistema de enfriamiento, se han mejorado para igualar la mayor potencia de salida del motor.

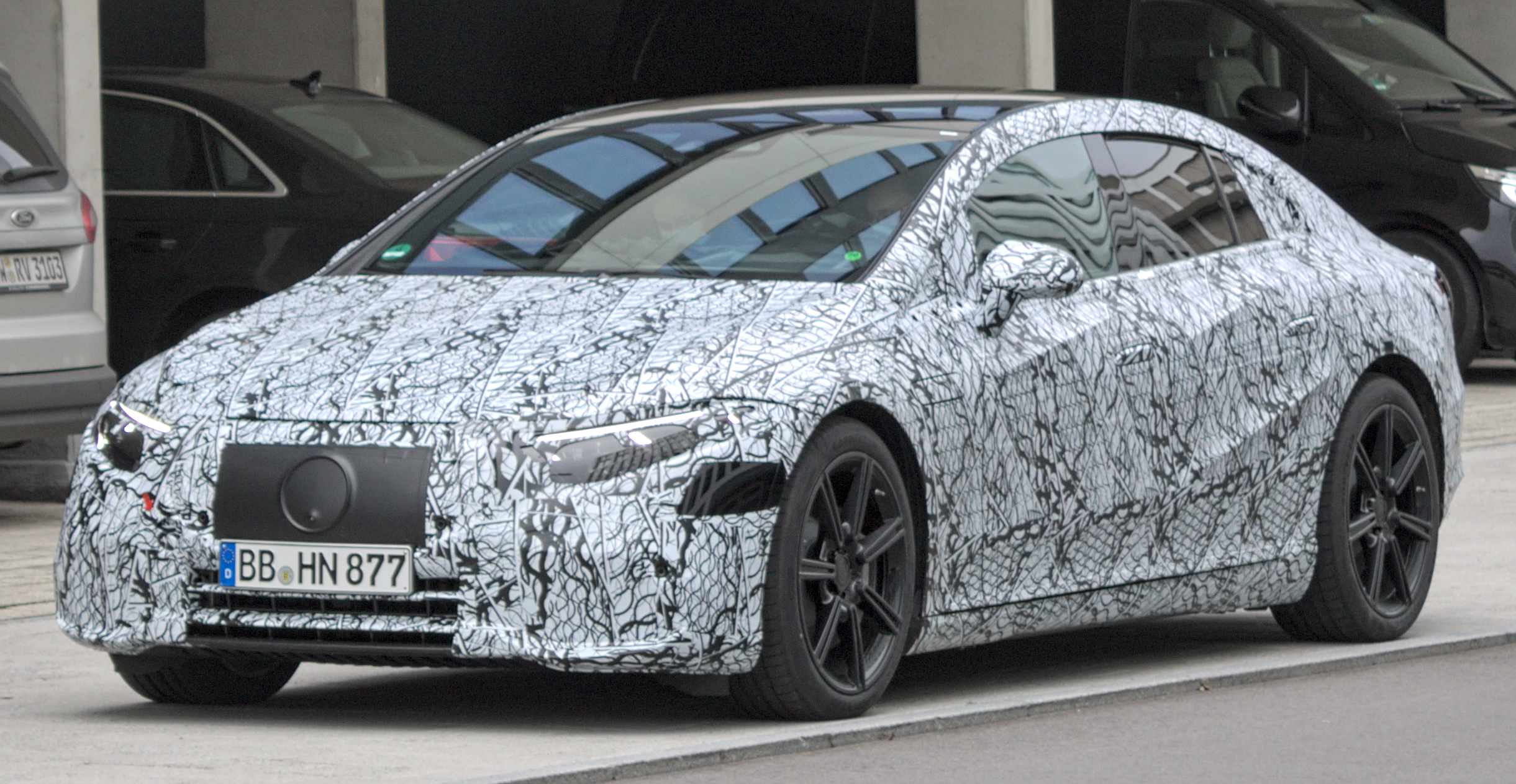
Vista frontal
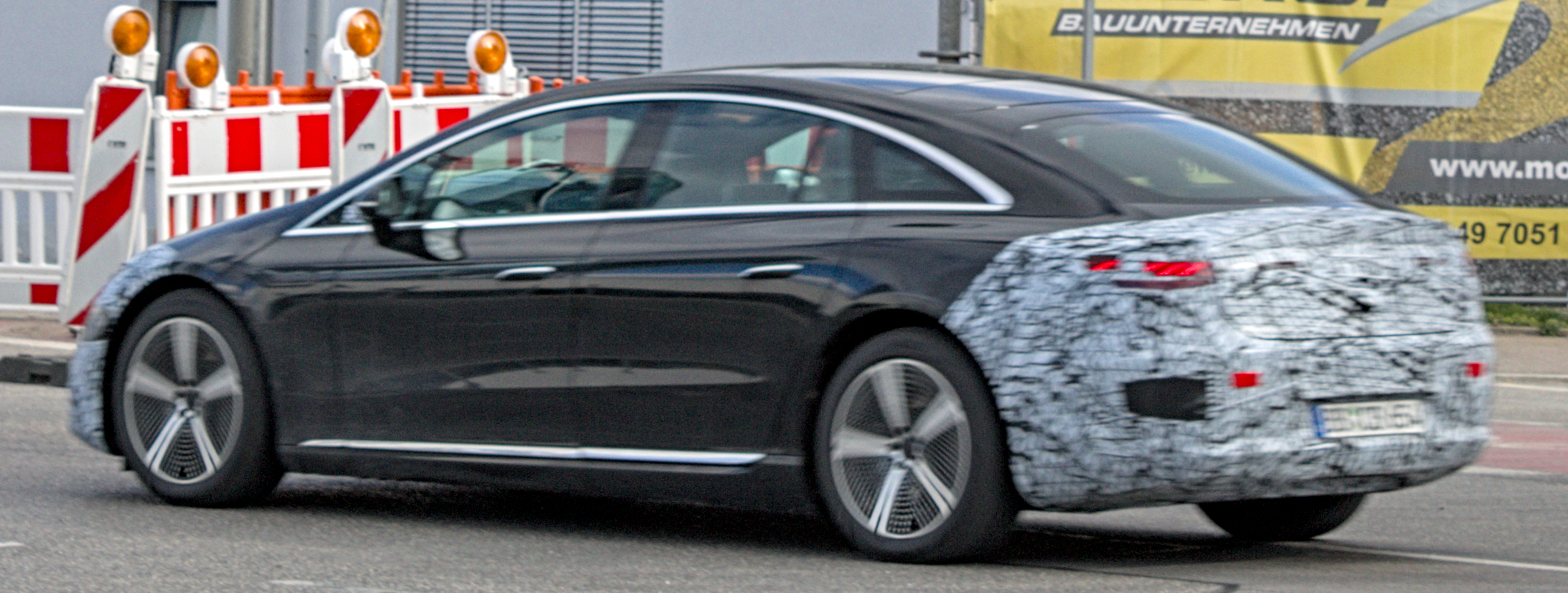
Vista lateral
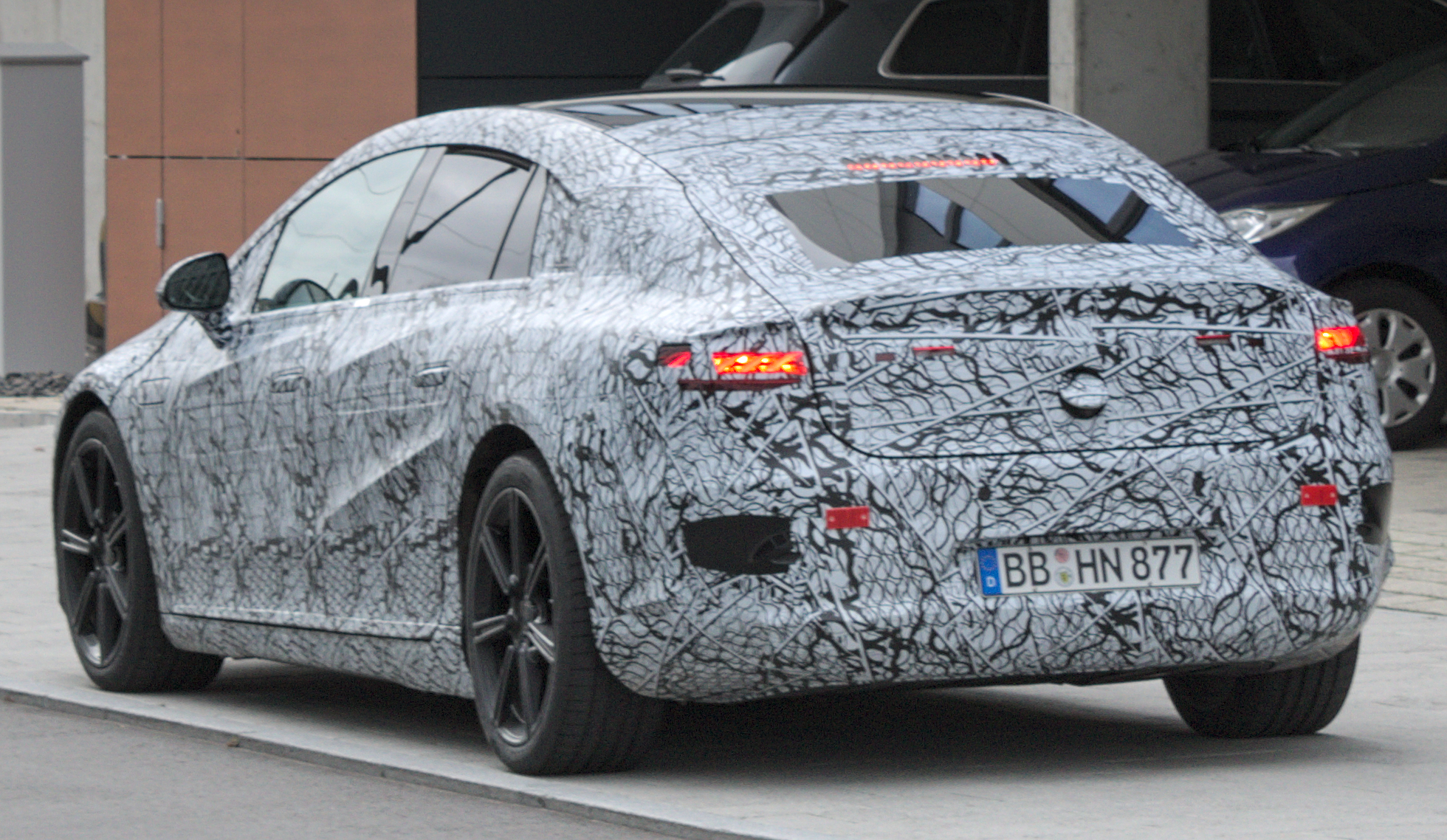
Vista posterior

## Equipamiento

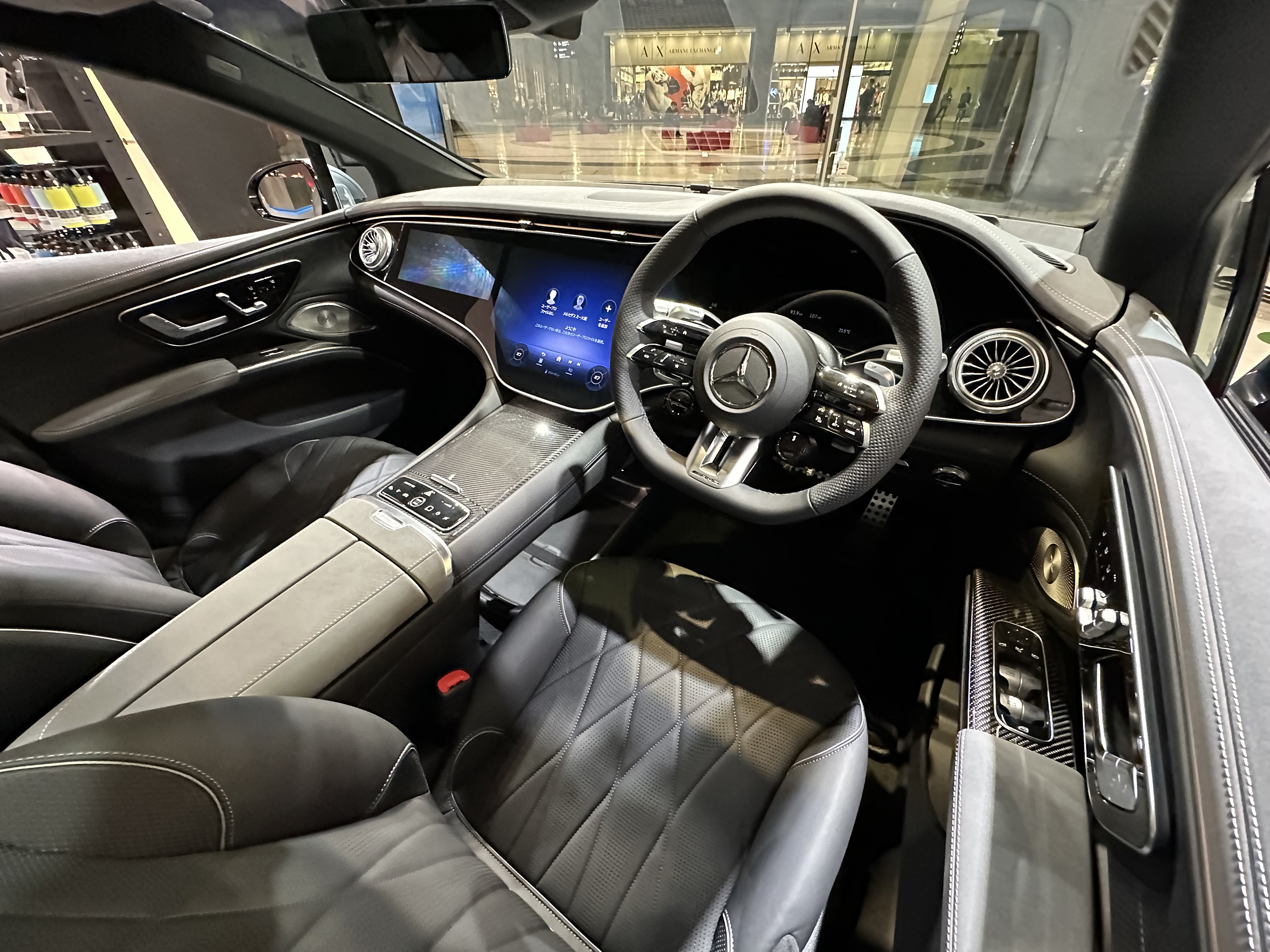
Interior del AMG EQS 53 4MATIC.

El automóvil viene con tracción trasera, carga inalámbrica de teléfonos inteligentes, sistema de cámara de 360 grados, entrada sin llave y, opcionalmente, puede equiparse con asientos con masaje, visualización head-up (HUD), apertura y cierre automático de puertas, sistema de pago de peaje integrado, control por gestos, filtro de aire HEPA, cristales aislantes de calor, ruido, rayos infrarrojos y parabrisas calefactable. 
Las versiones de gama alta del Mercedes-Benz EQS cuentan con dos pantallas OLED separadas y un tablero con pantalla de cristal líquido que cubre casi toda la extensión del panel de instrumentos. Todo el sistema de infoentretenimiento funciona con un CPU de ocho núcleos y 24 GB de RAM.
El coche tiene varias características de seguridad y automatización: control de crucero adaptativo, centrado de carril, cambio automático de carril, sistema de frenado de emergencia, asistencia para esquivar peatones y bicicletas, monitoreo de punto ciego que incluye advertencia de salida del asiento trasero, alerta de tráfico cruzado, señal de reconocimiento de tráfico, asistente de estacionamiento automático y faros adaptativos. 
Opcionalmente, el coche puede equiparse con una función de manejo autónomo de nivel 3 llamada '‘Drive Pilot’' que permite al chofer quitar las manos del volante y los ojos de la carretera en tráfico pesado hasta una velocidad de 60 km/h (37 mph) en 13 191 km (8197 millas) en autopistas de Alemania. El sistema funciona mediante el uso de LIDAR, cámaras, micrófonos y varios sensores. El coche es el primero que puede equiparse con un sistema de valet parking automatizado de nivel 4 llamado '‘Intelligent Park Pilot’'.[cita requerida]